# LG1榴彈砲
LG1榴彈砲（英語：LG1 howitzer）是一種105毫米牽引榴彈砲，由法國GIAT工業公司（現為奈克斯特系統公司）設計和生產。

## 設計
LG1榴彈砲是一種105毫米牽引火砲，具有重量輕和長射程高精度的特性。專為快速部署部隊使用而設計，具有堅固耐用、易於操作和減輕重量等特點。它可以使用HE-ER G3增程彈發射所有北約標準105毫米榴彈砲彈藥，射程可達17（11英里）。其輕質結構使砲管用壽命相對較短，「等效全裝藥」（EFC）發射的砲管壽命預計為7,500發；然而在實際射擊操作中，EFC只有1,500發。

## 服役歷史
LG1榴彈砲已被比利時陸軍、加拿大陸軍、哥倫比亞國民軍、印尼海軍陸戰隊、新加坡陸軍和泰國皇家陸軍使用。目前加拿大LG1榴彈砲的型號是LG1 Mark II，其中28門是為加拿大皇家砲兵（RCHA）購買的。GIAT工業公司於1996年交貨第一批榴彈砲，並於1997年11月完成部署。

## 改良計畫
2005年8月，加拿大國防公司 DEPRO (GVB) Incorporated 被加拿大陸軍選中來改進他們的 LG-1 榴彈砲，改進範圍包括效能更好的砲口制動器、可提高射擊穩定性的新設計砲架駐鏟和尺寸更大的輪胎更換原先較小的倍耐力輪胎（在牽引行駛過程中發現該輪胎不足以提供適當的離地間隙）。這個改良計畫將使LG-1榴彈砲具有更高的可靠性和使用壽命，讓砲組人員操作安全性提高。

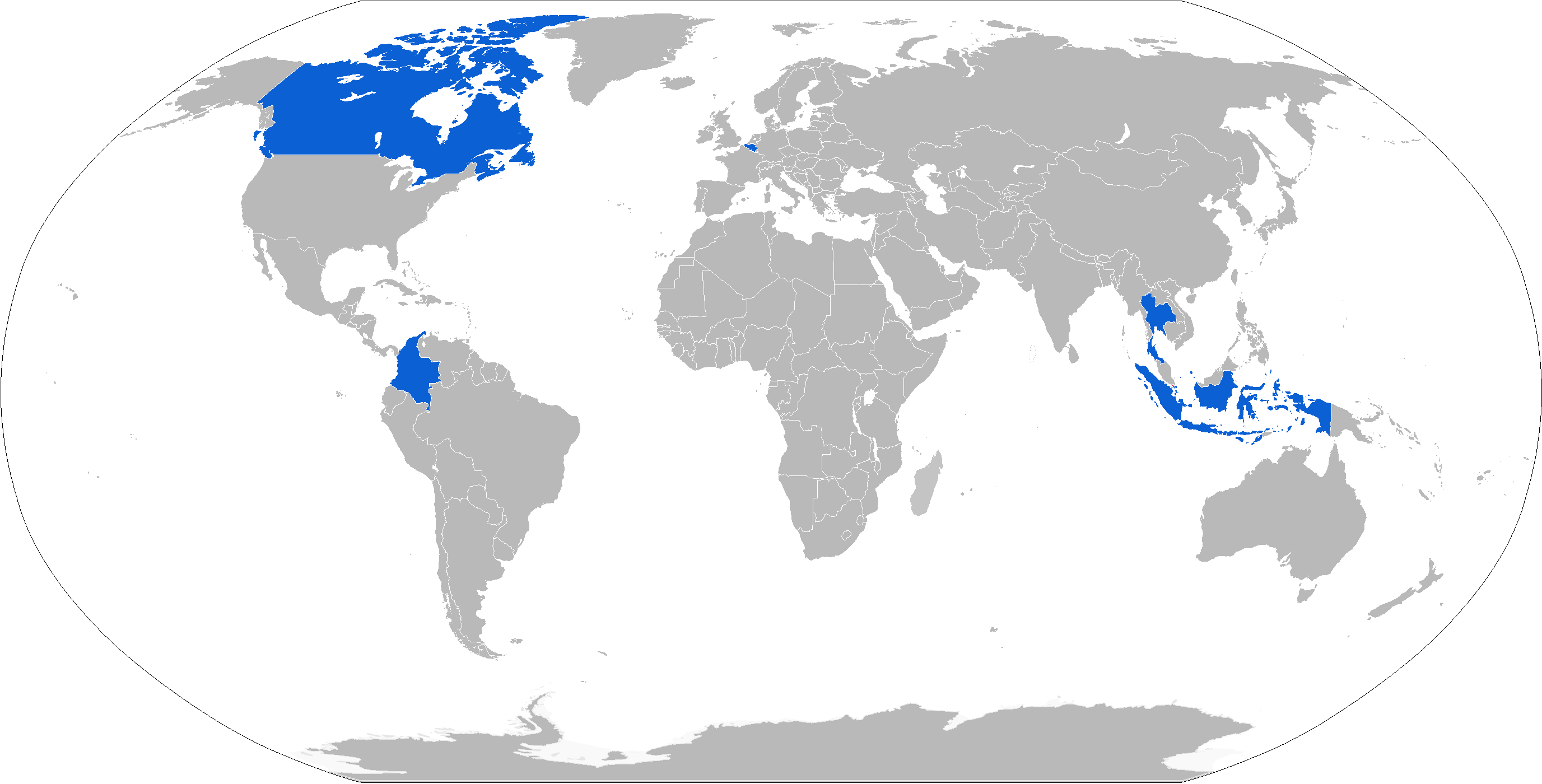
地圖藍色標示者為LG-1 榴彈砲使用國
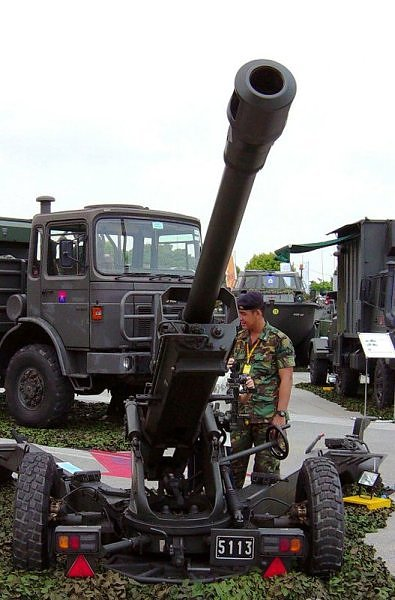
塞內加爾陸軍服役中 LG1 榴彈砲
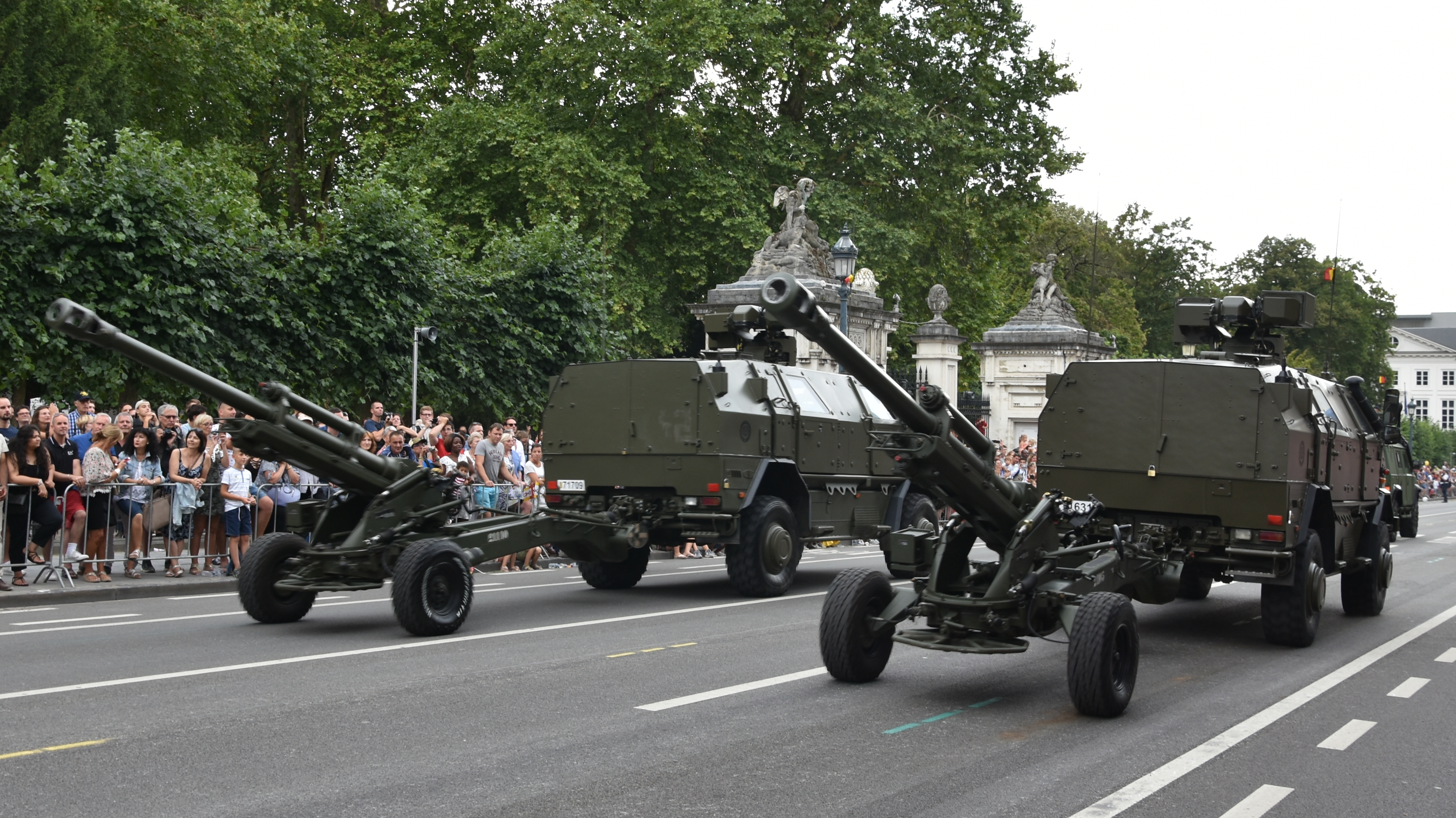
法國陸軍參加閱兵儀式，使用輪式裝甲車曳引的LG-1 榴彈砲
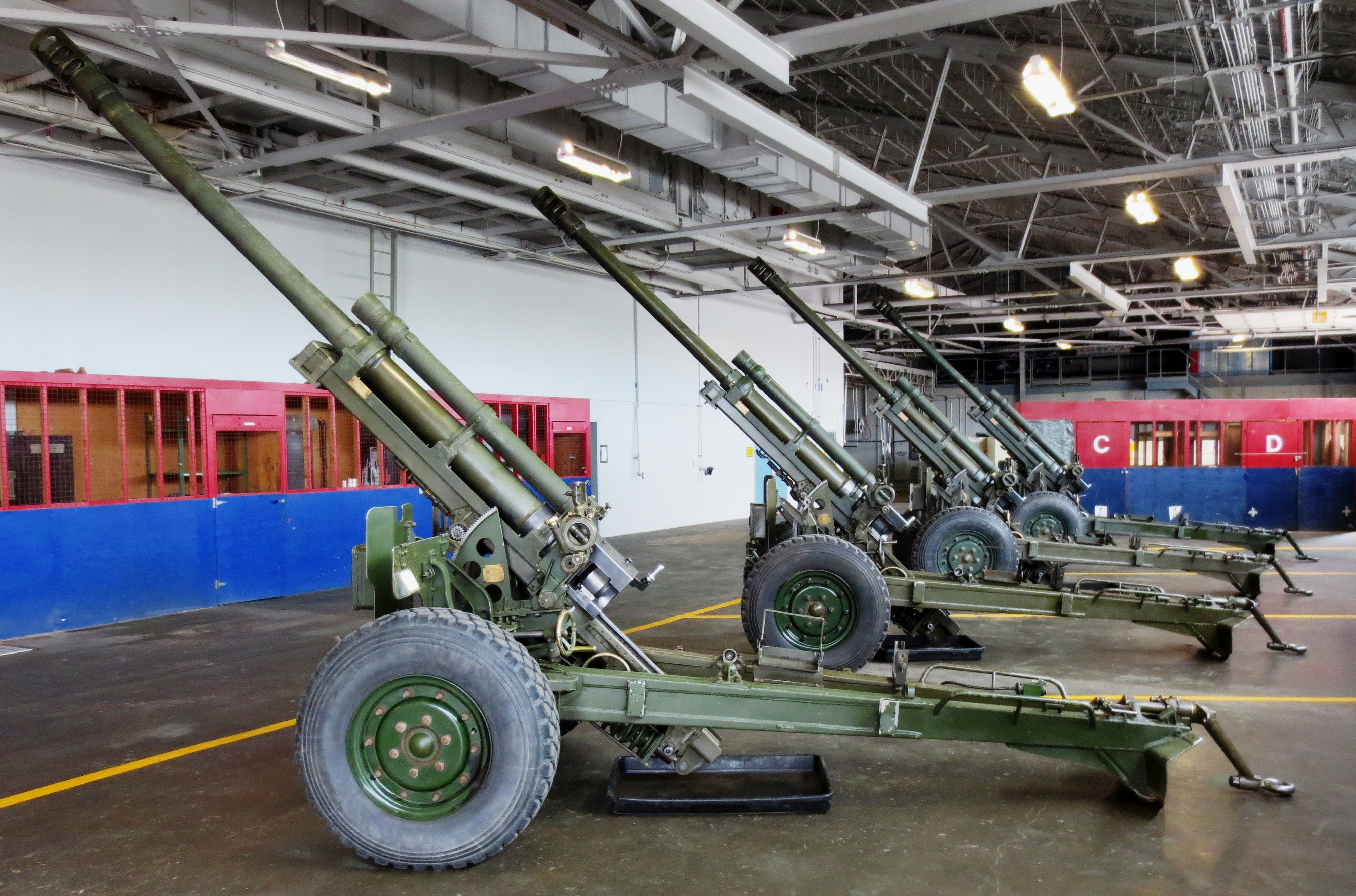
加拿大的LG-1 榴彈砲

## 使用國家

### 現役中
比利时 :
- 比利時陸軍 - 14門[1]

 加拿大 :
- 加拿大陸軍 - 28門[1]

 哥伦比亚 :
- 哥倫比亞陸軍 - 20門，在2008年採購LG1 Mk III 20門。2012年追加採購20門以上。服役期間，砲架上的液壓制退復進機和砲耳軸及INS Keafott KN-4051射控系統出現損害故障，由原廠接手維修改進，在2014年解決問題。[6][7][8]

 印度尼西亞 :
- 印尼海軍陸戰隊 - 20門[1]

 马来西亚 :
- 馬來西亞陸軍 - 18門[9]

 泰國 :
- 泰國皇家陸軍 - 24門[1][10]
- 泰國皇家海軍陸戰隊 - 30門

 沙烏地阿拉伯 :
- 沙烏地阿拉伯皇家陸軍 88門[11]

 塞内加尔 :
- 塞內加爾陸軍 - 8門[12]

### 已退役
新加坡 :
- 新加坡陸軍 - 39門，2008年後改用自產的 SLWH Pegasus 155公釐榴彈砲（英语：SLWH Pegasus）[1]

 卢旺达 :
- 1990年盧安達內戰爆發後，前盧安達武裝部隊曾接收一批，數量不明。[13]

## 外部連結
- （英文）—105mm LG1 Howitzer live fire 2016 （页面存档备份，存于）
- （英文）—The Royal Thai Army has purchased Nexter LG1 MK3 105mm light howitzers （页面存档备份，存于）
- （英文）—BAHARU UNTUK TENTERA DARAT MALAYSIA - NEXTER LG1 MKIII COMPACT 105MM GUN HOWITZER  （页面存档备份，存于）